# Clinocentrus seminiger
Clinocentrus seminiger är en stekelart som beskrevs av Szepligeti 1906. Clinocentrus seminiger ingår i släktet Clinocentrus och familjen bracksteklar. Inga underarter finns listade i Catalogue of Life.